# Miss World 2007
A Miss World 2007 versenyt, mely az 57. a verseny történetében, 2007. november 2. és december 1. között rendezték meg Kínában, a Sanya nevű üdülőhelyen. A főszervező, Julia Morley úgy nyilatkozott, hogy kb. 125 országból várnak versenyzőket. Ez a szám a legmagasabb a verseny történetében.

## Versenyzők
- Angola Micaela Reis
- Belize Felicita Arzu
- Botswana Malebogo Marumoagae
- Brit Virgin-szigetek Martha Ramírez
- Dél-afrikai Köztársaság Megan Coleman
- Elefántcsontpart Alina Diomande
- Ghána rene Dwomoh
- Kongói Köztársaság Blanda Eboundit Fatouma
- Malawi Peth Msinska
- Mauritius Melody Selvon
- Mexikó Carolina Moran Gordillo
- Oroszország Tatyana Kotova
- Svájc Christina Rigozzi
- Venezuela Claudia Paola Suárez Fernández

## További versenyek
- Albánia December 20.
- Amerikai Virgin-szigetek
- Anglia Június 30.
- Antigua és Barbuda
- Argentína Április
- Ausztrália Szeptember
- Ausztria Március 31.
- Bahama-szigetek Július
- Barbados Augusztus
- Fehéroroszország Június
- Bolívia Július
- Bosznia-Hercegovina
- Brazília Július
- Bulgária Március
- Chile Július
- Ciprus Július
- Costa Rica Január
- Curaçao
- Csehország Április 14.
- Dánia Június
- Dominikai Köztársaság Július
- Ecuador Március
- Egyiptom Április
- Salvador Április
- Észak-Írország Június
- Észtország Május
- Etiópia Július
- Finnország Augusztus
- Fülöp-szigetek Március
- Gibraltár Június
- Görögország Április
- Grúzia Július
- Július
- Guatemala Április
- Guyana Július
- Hollandia Június
- Hongkong Augusztus
- Horvátország Május
- India Március
- Indonézia Augusztus
- Írország Június
- Izland Május
- Izrael Március
- Jamaica Augusztus
- Japán Április
- Kajmán-szigetek Március
- Kambodzsa Május
- Kanada Július
- Kazahsztán
- Kenya
- Kína
- Kolumbia Július
- Dél-Korea Augusztus
- Lengyelország Augusztus
- Lettország Március
- Libéria Július
- Litvánia Július
- Észak-Macedónia
- Magyarország
- Malajzia Augusztus
- Málta Július
- Június
- Moldova Június
- Mongólia Június
- Montenegró Július
- Namíbia Május
- Németország Február 10.
- Nepál Január
- Nicaragua
- Nigéria Március
- Norvégia Április
- Olaszország Június
- Peru Június
- Portugália Július
- Puerto Rico Január 24.
- Románia Szeptember
- Szingapúr Július
- Skócia Június
- Spanyolország Március
- Srí Lanka Július
- Saint Lucia
- Svédország Augusztus
- Szerbia Július
- Szlovákia Április 28.
- Szlovénia
- Szváziföld
- Tahiti Július
- Kínai Köztársaság
- Tanzánia Augusztus
- Thaiföld Augusztus
- Trinidad és Tobago Március
- Törökország Május
- Uganda Július
- Új-Zéland Augusztus
- Ukrajna Március 2.
- Amerikai Egyesült Államok Szeptember
- Uruguay Július
- Vietnám Augusztus
- Wales
- Zambia

## Külső hivatkozások
- Miss World hivatalos honlap
- GlobalBeauties.com
- Pageantopolis.com
- CriticalBeauty.com